# Mark'Oh
Mark 'Oh (de son vrai nom Marko Albrecht ; né le 23 juin 1970) est un producteur et DJ allemand de musiques électroniques ayant percé dans la scène musical grâce à son single à succès Never Stop That Feeling, classé dans les charts allemands. Son single suivant Love Song se classe deuxième des charts allemands, et est certifié disque de platine. Par la suite vient Tears Don't Lie (inspiré du single allemand datant de 1974 intitulé Tränen lügen nicht de Michael Holm) qui devient son plus grand succès. Le single est également certifié disque de platine et classé dans les charts de plusieurs pays européens.

## Discographie

### Albums studio
- 1995 : Never Stop That Feeling
- 1997 : Magic Power
- 1999 : Rebirth
- 2003 : Mark'Oh
- 2004 : More Than Words
- 2009 : The Past, The Present, The Future

### Compilations selectives
- 2001 : The Best of Mark'Oh: Never Stopped Livin' That Feeling
- 2009 : United - The Essential Mark 'Oh
- 2017 : 90s Charthits
- 2018 : Greatest Hits & Remixes
- 2020 : My Favourite Songs

### Singles
- 1993 : Randy (12")
- 1993 : Randy (Never Stop That Feeling)[2]
- 1993 : Randy (Never Stop That Feeling) Remixes
- 1994 : Love Song
- 1994 : Love Song Remix
- 1994 : Tears Don't Lie[2]
- 1994 : Tears Don't Lie Remixes
- 1994 : Motor Song (Sales Convention Mix)
- 1995 : Droste, Hörst Du Mich?[3]
- 1995 : Droste, Hörst Du Mich? Remixes
- 1995 : I Can't Get No (Wahaha)[4]
- 1995 : The Remixes Of I Can't Get No (Wahaha)
- 1995 : Tell Me[5]
- 1996 : Tell Me Remixes
- 1996 : Fade to Grey
- 1996 : Fade to Grey Remix
- 1996 : The Right Way[6] (1996)
- 1996 : The Right Way Remix
- 1998 : The Team On Tour[7] (Mark 'Oh feat. Cécile)
- 1999 : The Sparrows and The Nightingales[8] (Mark 'Oh vs. John Davies)
- 1999 : Your Love[9] (Mark 'Oh vs. John Davies)
- 1999 : Rebirth[10] (Mark 'Oh vs. John Davies)
- 2000 : Waves (Mark 'Oh & Mesh)[11]
- 2000 : Love Is The Answer (Mark 'Oh presents Daisy Dee)
- 2000 : The Damned Don't Cry (Mark 'Oh presents  Flash)
- 2001 : Wenn Du Jetzt Gehst (Mark 'Oh presents  Hautnah)
- 2002 : Never Stop That Feeling 2001[12]
- 2002 : Tears Don't Lie 2002
- 2002 : Mandy (Mark 'Oh presents Mandy & Randy)
- 2002 : Let This Party Never End
- 2002 : Because I Love You (Mark 'Oh meets Digital Rockers)
- 2002 : When The Children Cry
- 2003 : Stuck On You[13]
- 2004 : Words[14] (Mark'Oh feat. Tjerk)
- 2006 : Let It Out (Shout, Shout, Shout)
- 2008 : I Don't Like Mondays
- 2009 : United
- 2009 : Scatman
- 2010 : ぴーぱっぱぱらっぽぴっぽー (Scatman)
- 2011 : Party To The Rooftop
- 2012 : DJ Waiting For
- 2018 : Someone To Love
- 2018 : That Feeling (Mark 'Oh feat. Corinna Jane)
- 2020 : Jean-Claude Van Damme

### Project
Mazila
Singles :
- 2019 : It's Time to Celebrate
- 2019 : Magic Carpet Ride (Mazila feat. Corinna Jane)

_________________________________________________________________________________________________________________________________
Wilhelmsson
Singles :
- 2019 : Boum!
- 2019 : Fireflies

Remixes :
- 2018 : Mark'Oh - Someone To Love (Wilhelmsson Remix)

_________________________________________________________________________________________________________________________________
Booma
Singles :
- 1995 : Wahaha
- 1995 : Wahaha Remixes

_________________________________________________________________________________________________________________________________
Casa Latina
Singles :
- 2007 : Estas Bonita

_________________________________________________________________________________________________________________________________
Plastic Voice
Singles :
- 1997 : Los Ninos Del Parque
- 1997 : Los Ninos Del Parque Remix
- 1998 : Welcome To The Jungle (12")

Remixes :
- 1998 : Gonzo & Cobra - Stimulate Yourself (Plastic Voice Remix)

_________________________________________________________________________________________________________________________________
Digital Rockers
Singles :
- 2002 : Because I Love You
- 2003 : Love Song  (DJ Cosmo meets Digital Rockers)
- 2003 : I Believe
- 2017 : You Like To Go

Remixes :
- 2002 : Mark 'Oh - Desire (Digital Rockers Remix)
- 2003 : Mandy & Randy - Nothing's Gonna Stop Us Now (Digital Rockers Remix)
- 2003 : DJ Cosmo meets Digital Rockers - Love Song (Digital Rockers Remix)
- 2016 : Dune - Magic Carpet Ride (Digital Rockers Remix)
- 2016 : Severin Nelson - Start Of Something (Digital Rockers Remix)
- 2017 : Digital Rockers - You Like To Go (Digital Rockers Remix)
- 2018 : Vipero - Only 4 Today (Digital Rockers Remix)
- 2020 : Vinylshakerz - Bangkok (Bang Bang) (Digital Rockers Remix)

_________________________________________________________________________________________________________________________________
The Angel
Singles :
- 1999 : Angel

_________________________________________________________________________________________________________________________________
Mandy & Randy
Albums studio :
- 2003 : Together Forever
- 2004 : Love For Eternity

Singles :
- 2002 : Mandy
- 2003 : Mandy Remixes (12")
- 2003 : Nothing's Gonna Stop Us Now
- 2003 : Jump  (Mandy & Randy feat. Skedee Wedee)
- 2005 : B-B-Baby (Kiss Me and Repeat)

_________________________________________________________________________________________________________________________________
Rave Rebels
Singles :
- 1995 : Cosmic Heaven

_________________________________________________________________________________________________________________________________
Walk With Giggy
Singles :
- 2021 : Dreamed  (Walk With Giggy feat. Jean Pearl)

_________________________________________________________________________________________________________________________________
4T6 PACK
Singles :
- 2019 : Bitch Girl

_________________________________________________________________________________________________________________________________
Oh-Tone
Singles :
- 1998 : La Musica Del Mare (12")